# Roy Bittan
Roy Bittan (* 2. července 1949) je americký hudebník, hráč na klávesové nástroje, převážně klavír, ale také akordeon a další.
Narodil se do židovské rodiny v newyorském Queensu. V roce 1974 se stal členem kapely E Street Band, vedené zpěvákem Brucem Springsteenem, se kterou nahrál většinu jejích alb počínaje deskou Born to Run (1975). Kromě Springsteena hrál na deskách desítek dalších hudebníků, mezi něž patří například David Bowie, Peter Gabriel, Meat Loaf, Lou Reed, Bonnie Tyler a kapely Bon Jovi a Dire Straits. V roce 2014 vydal své první sólové album Out of the Box. Byl majitelem nahrávacího studia Crystal Sound v Los Angeles. V roce 2014 byl jako člen E Street Bandu uveden do Rokenrolové síně slávy.

## Diskografie

### Sólová
- Out of the Box (2014)

### Ostatní (výběr)
- Born to Run (Bruce Springsteen, 1975)
- The Pretender (Jackson Browne, 1976)
- Station to Station (David Bowie, 1976)
- Bat Out of Hell (Meat Loaf, 1977)
- Peter Gabriel (Scratch) (Peter Gabriel, 1978)
- Darkness on the Edge of Town (Bruce Springsteen, 1978)
- You're Never Alone with a Schizophrenic (Ian Hunter, 1979)
- The River (Bruce Springsteen, 1980)
- Making Movies (Dire Straits, 1980)
- Scary Monsters (and Super Creeps) (David Bowie, 1980)
- Escape Artist (Garland Jeffreys, 1981)
- Bella Donna (Stevie Nicks, 1981)
- Dead Ringer (Meat Loaf, 1981)
- Bad for Good (Jim Steinman, 1981)
- The Distance (Bob Seger & The Silver Bullet Band, 1982)
- Faster Than the Speed of Night (Bonnie Tyler, 1983)
- Born in the U.S.A. (Bruce Springsteen, 1984)
- Bon Jovi (Bon Jovi, 1984)
- Tunnel of Love (Bruce Springsteen, 1987)
- Original Sin (Pandora's Box, 1989)
- Lucky Town (Bruce Springsteen, 1992)
- Human Touch (Bruce Springsteen, 1992)
- Bat Out of Hell II: Back into Hell (Meat Loaf, 1993)
- Set the Twilight Reeling (Lou Reed, 1996)
- Car Wheels on a Gravel Road (Lucinda Williams, 1998)
- The Rising (Bruce Springsteen, 2002)
- Magic (Bruce Springsteen, 2007)
- Working on a Dream (Bruce Springsteen, 2009)
- The Spirit Indestructible (Nelly Furtado, 2012)
- High Hopes (Bruce Springsteen, 2014)
- Letter to You (Bruce Springsteen, 2020)